# 258323 Róbertbarsa
258323 Róbertbarsa è un asteroide della fascia principale. Scoperto nel 2001, presenta un'orbita caratterizzata da un semiasse maggiore pari a 2,5765790 au e da un'eccentricità di 0,1815949, inclinata di 4,87237° rispetto all'eclittica.